# COBRA (РЛС)

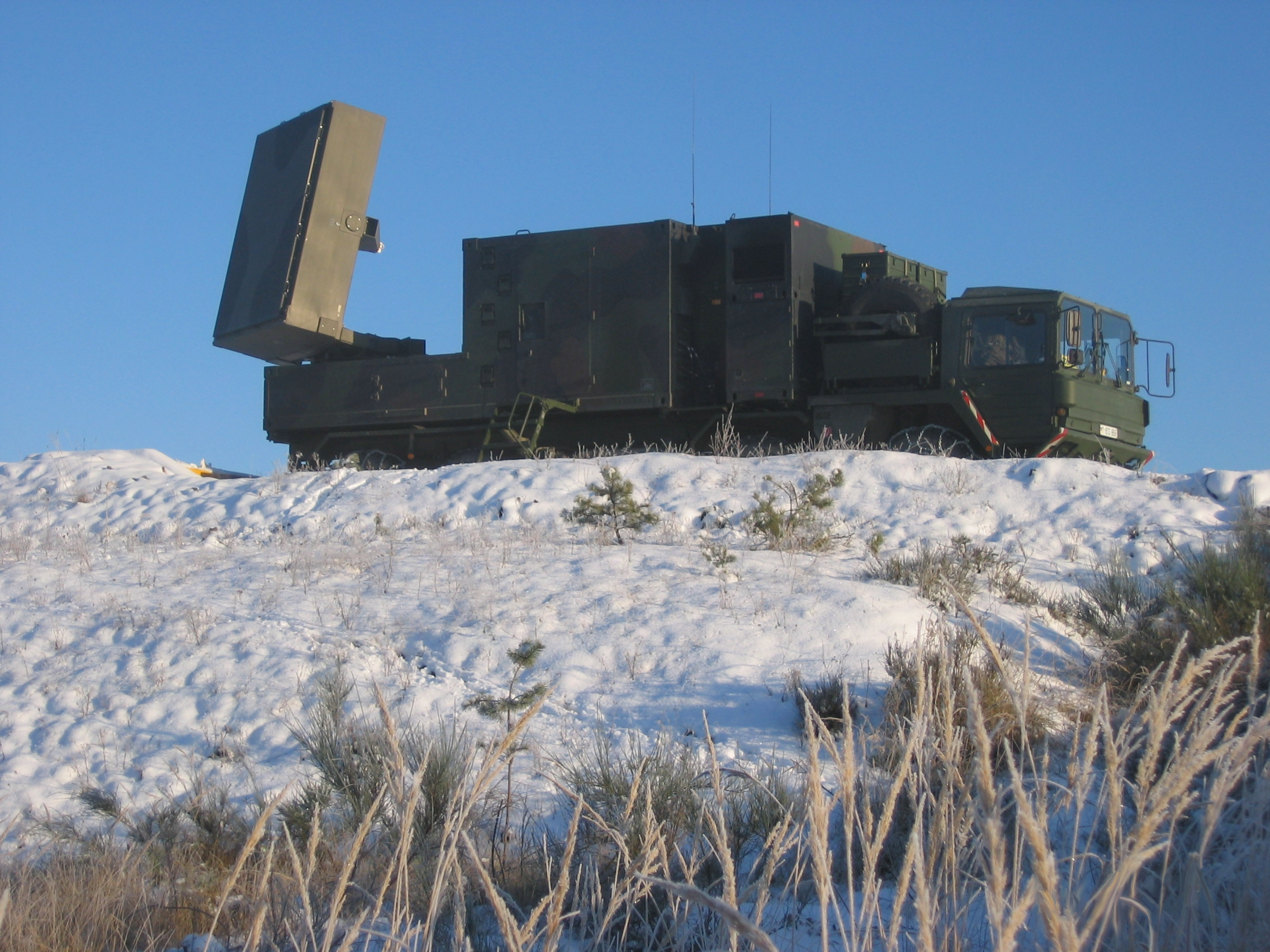
РЛС COBRA на шаcі MAN, Бундесвер, 2005 р.

COBRA (англ. COunter Battery RAdar) — радіолокаційна станція контрбатарейної боротьби, що здатна визначати позиції артилерійських засобів противника, мінометних батарей, а також саморобних ракетних установок терористичних угруповань. Крім того, РЛС може обчислювати точки падіння снарядів та ракет, що дозволяє здійснювати коригуванню вогню своїх підрозділів, а також сповіщувати їх про небезпеку вогневого ураження.
Розроблена консорціумом компаній EADS Defence & Security, Thales Group, Airbus Defence and Space і Lockheed Martin для Бундесвера.

## Характеристики
РЛС COBRA оснащена плоскою активною фазованою антенною решіткою.
Дальність розвідки РЛС становить 40 км у секторі 90 град за азимутом. Максимальна продуктивніть розвідки — виявлення 40 вогневих позицій за 2 хвилини.
Час розгортання — 10 хвилин. Чисельність обслуги РЛС — 3(4) чол.

## Галерея

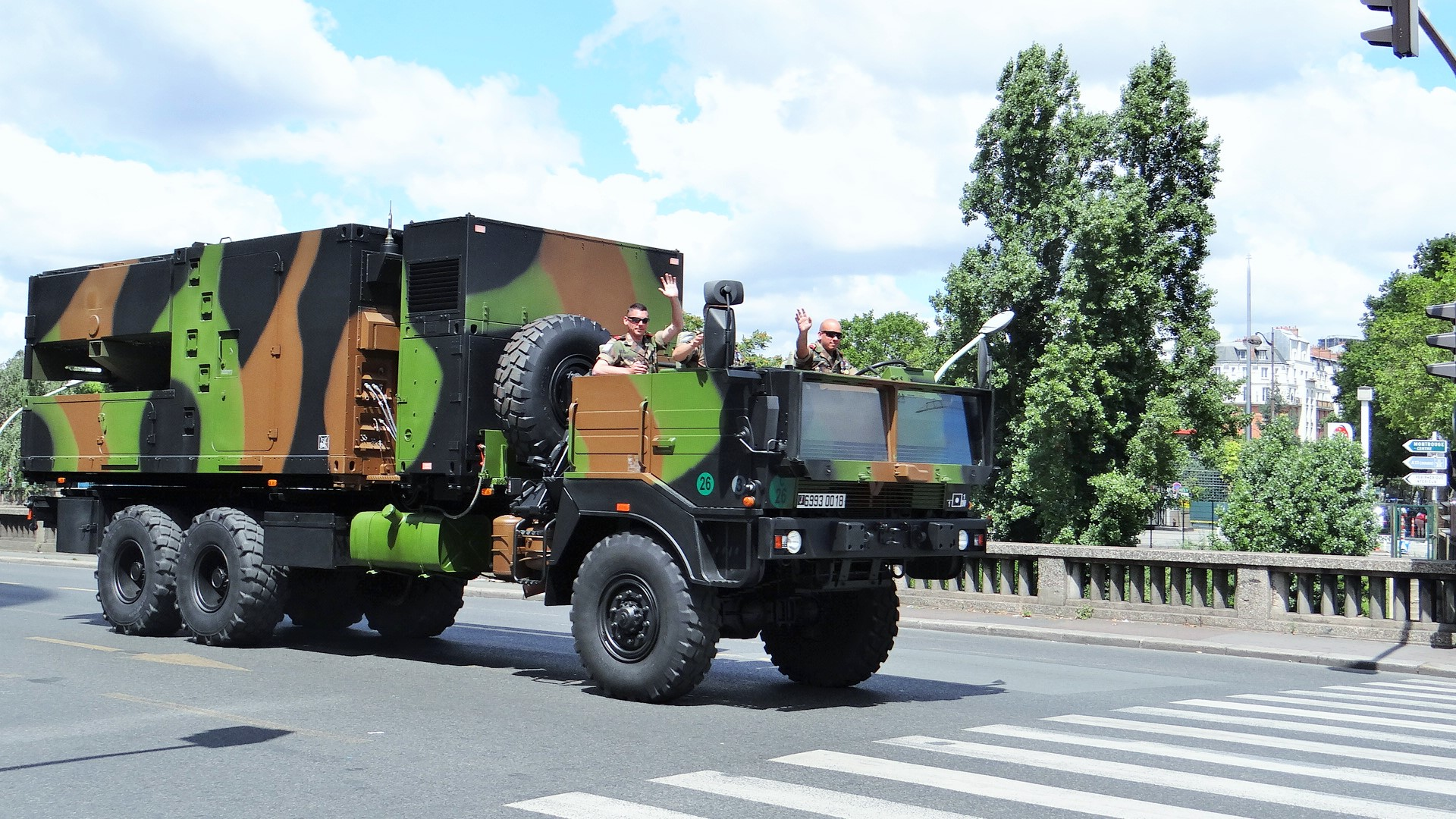
РЛС COBRA у збройних силах Франції
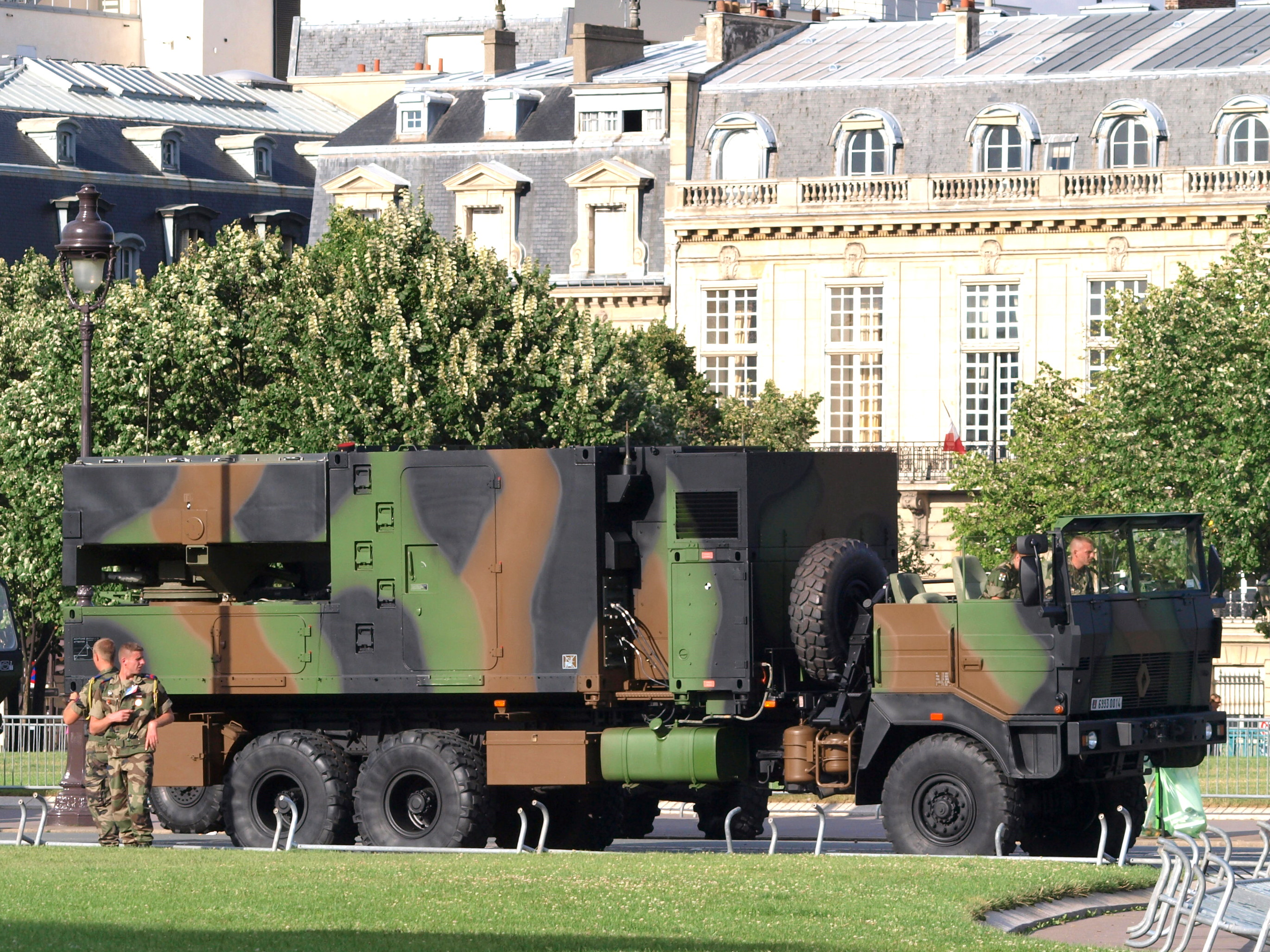
РЛС COBRA на шасі Рено (Франція)
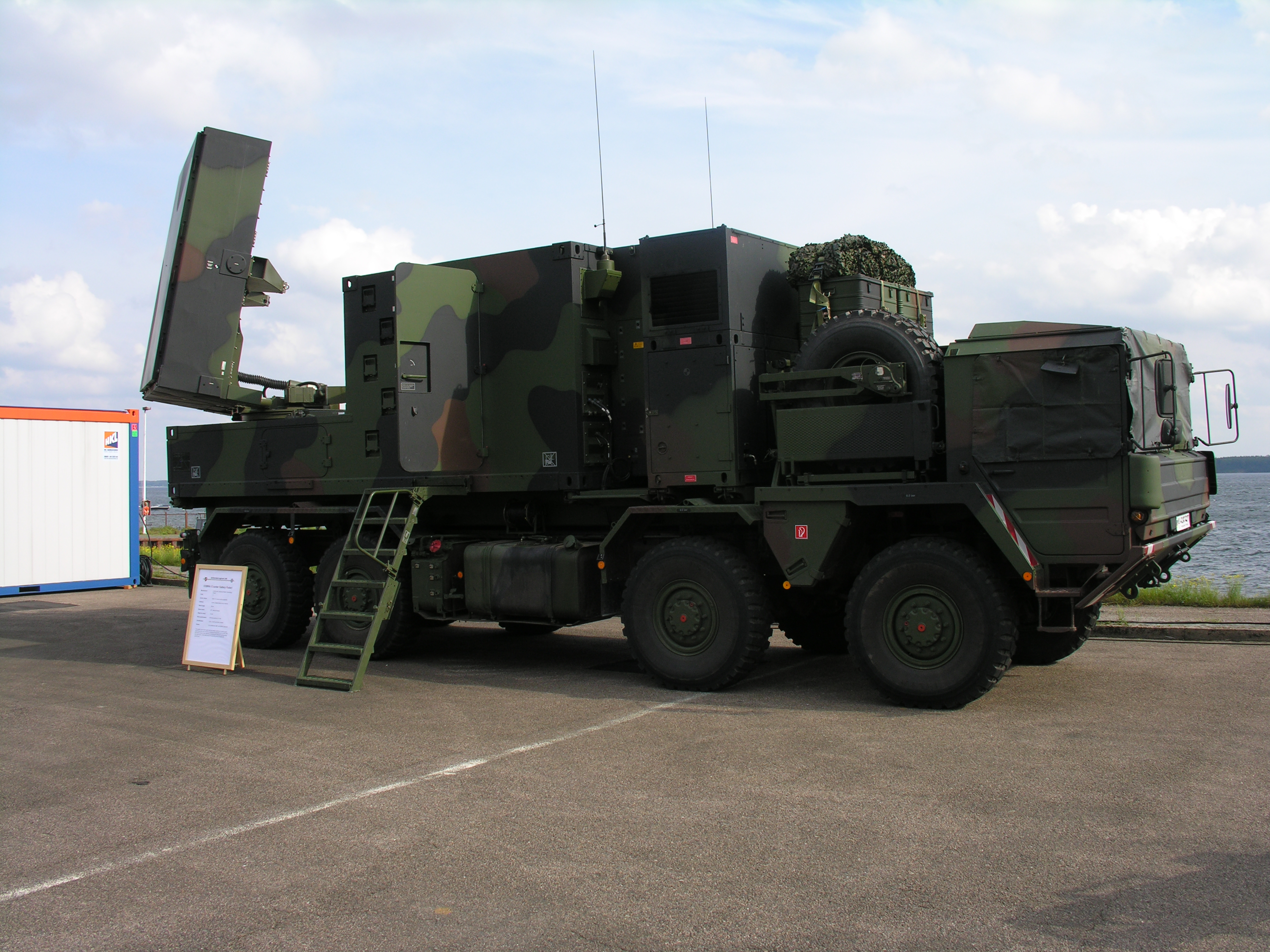
РЛС COBRA на TechDemo'08[1], 2008 р.
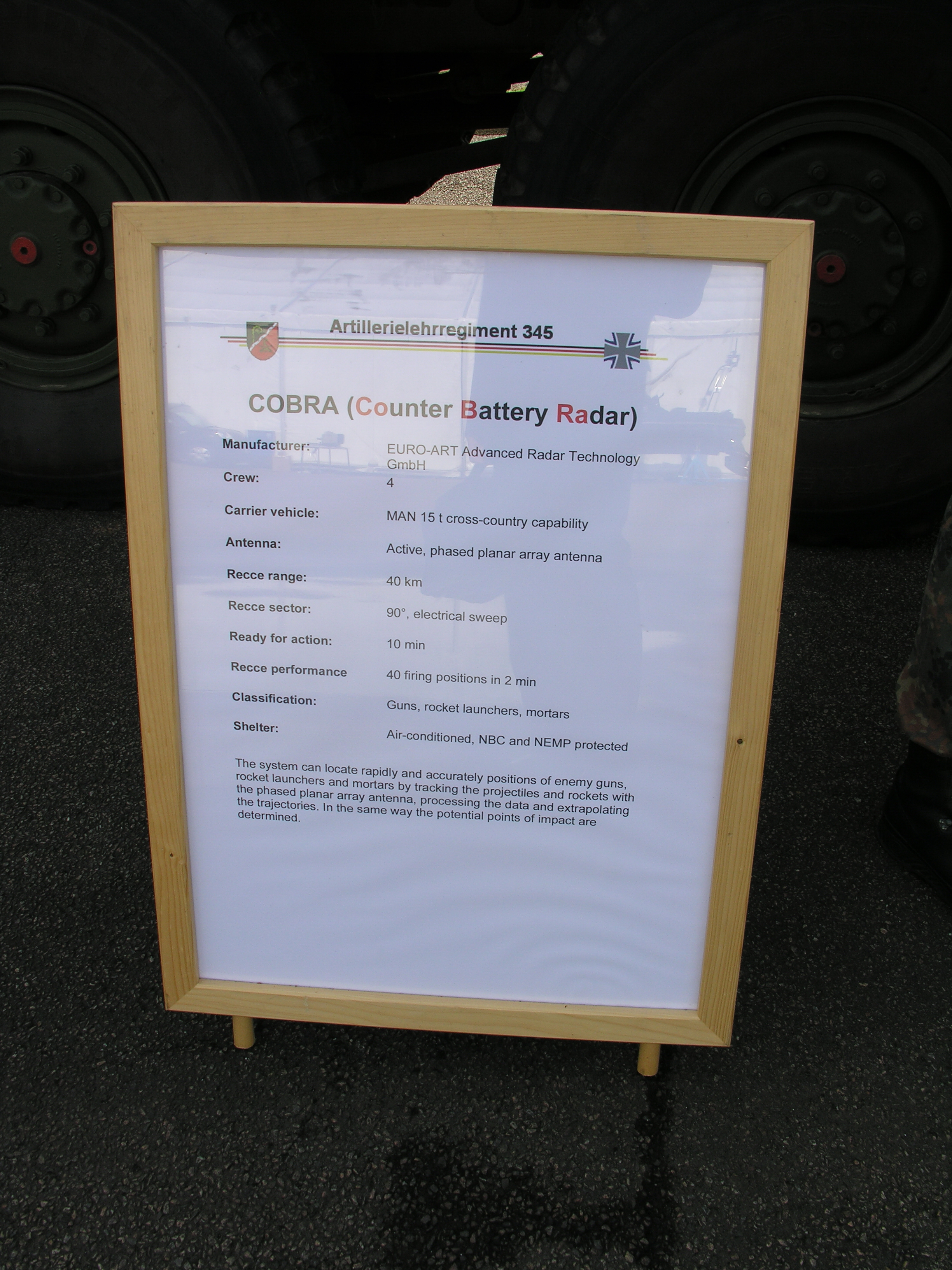
Характеристики РЛС COBRA
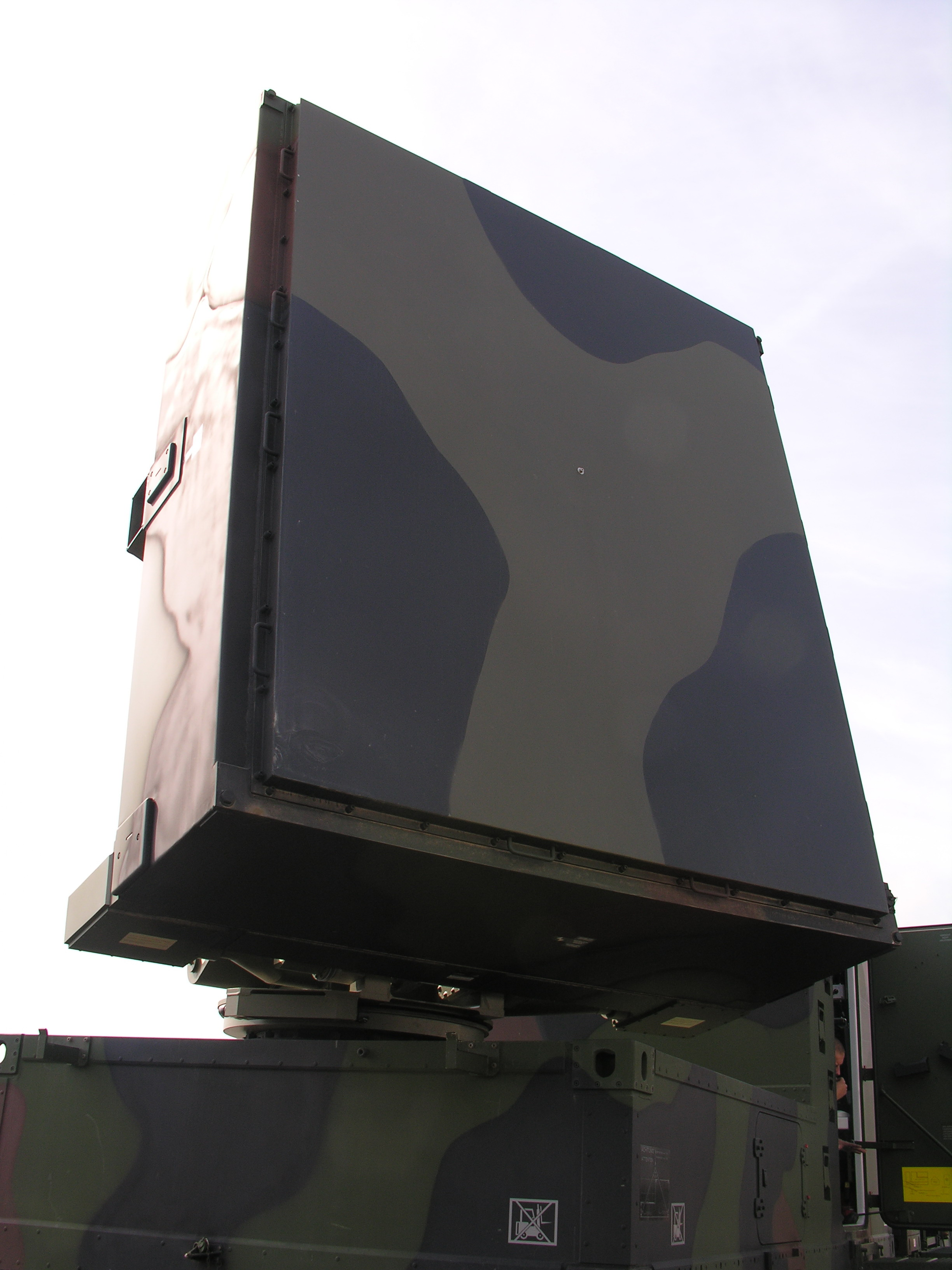
ФАР РЛС COBRA
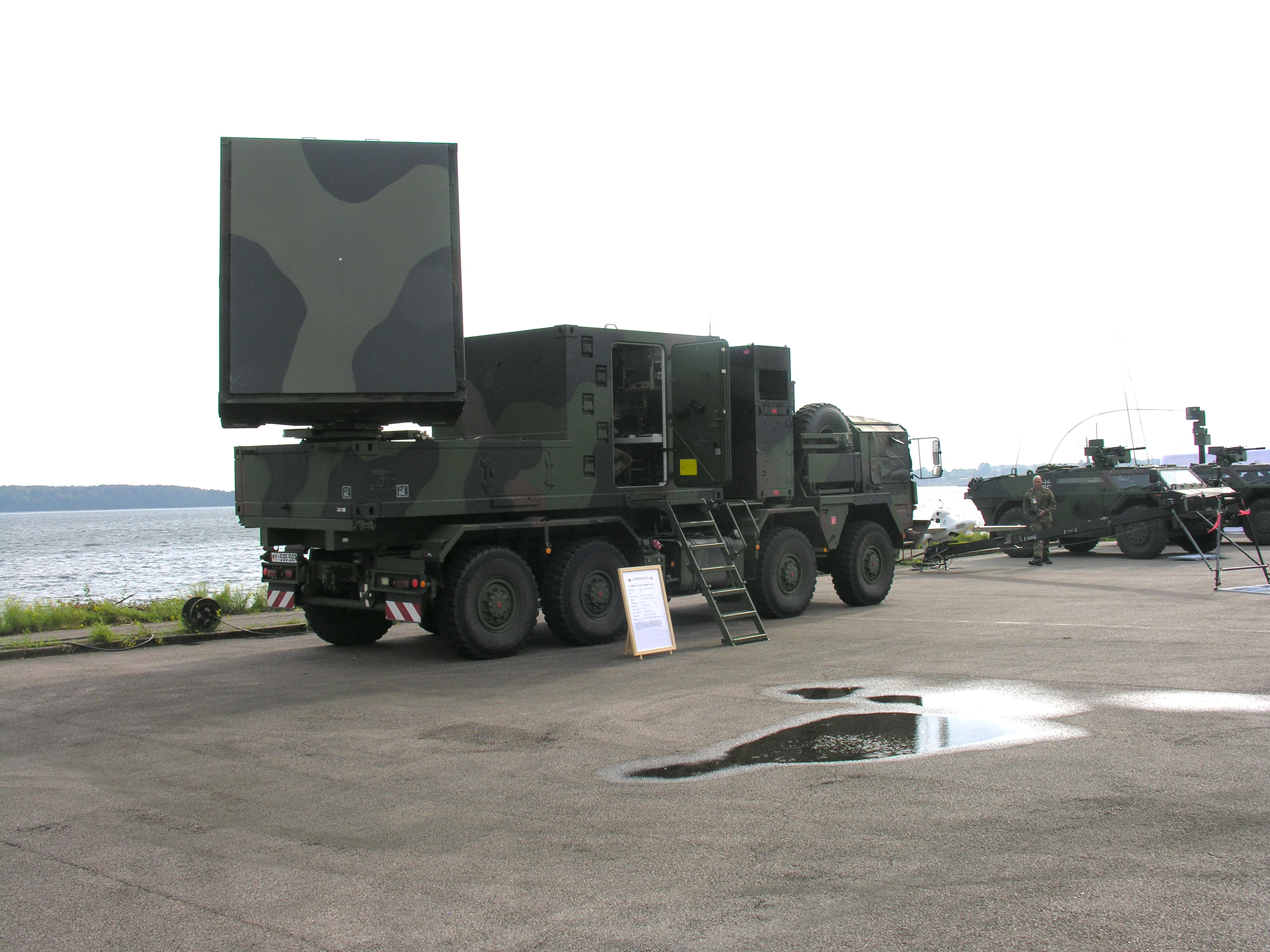
Оператори РЛС демонструють апаратний відсік

## Оператори
Крім Німеччини, РЛС придбали Франція, Велика Британія, Туреччина.

### Україна
За повідомленням німецького видання Die Welt, станом на початок травня 2022 року Україна надіслала до Німеччини запит на отримання 40 РЛС COBRA. Однак із резервів бундесверу наразі може бути поставлено від трьох до п'яти систем. Станом на серпень 2023 року поставлено 1 радар.